# Gonzalo Carou
Gonzalo Matias Carou (Buenos Aires, 1979. augusztus 15. –) argentin válogatott kézilabdázó, a spanyol Ademar León irányítója. 

## Pályafutása

### Klubcsapatokban
Gonzalo Carou hazájában kezdte pályafutását, majd 2011-ben szerződött Európába, a spanyol Arrate csapatába. Az Ademar Leónban először 2008 és 2014 között kézilabdázott, majd 2014 és 2015 között a francia élvonalban szereplő Istres csapatának tagja volt. 2015-ben visszaigazolt a Leónhoz.

### A válogatottban
Az argentin válogatottban 2010-ben mutatkozott be. Pánamerikai játékokat és dél-amerikai kézilabda-bajnokságot nyert a csapattal. Szerepelt a 2012-es londoni olimpián.
A 2019-ben a tizedik világbajnokságán lépett pályára, ezzel új rekordot állított fel a sportág történetében.

## Klubcsapatai
- Juventud Deportiva Arrate (2001-2008)
- Ademar León (2008-2014)
- Istres OPH (2014-2015)
- Ademar León (2015-)

## Sikerei, díjai
- Pánamerikai játékok
- * Győztesː 2011
- * Döntősː 2007, 2015
- Pánamerikai kézilabda-bajnokság
- * Győztesː 2018
- * Bronzérmesː 2016
- Dél-amerikai játékok
- * Győztesː 2018